# 日本文学館
株式会社日本文学館（にほんぶんがくかん）は日本の出版社。2002年11月18日に設立。主に原稿募集やコンテストを手掛けている。みゅうの足パパにあげるや変な探偵等の成功例も抱える。

## 概要
「出版維新」をスローガンにエッセイ大賞、ポエム大賞、超短編大賞などの文芸賞を開催している。主催文学賞に日本文学館大賞（2007）、日本文学館出版大賞（2009）がある。外局にノベル倶楽部。
日本名作選と題して、夏目漱石、森鷗外、国木田独歩などと言った、いわゆる文豪による文学作品も出版している。
2013年9月20日、消費者庁より特定商取引法違反（不実告知など）により3ヶ月の業務停止命令を受けている。

## 沿革
- 2002年11月 東京都中央区銀座1に『株式会社日本文学館』を設立。
- 2003年8月 創作活動サポート型出版システム『ノベル倶楽部』を開始。
- 2004年2月 複数著者参加型出版『オムニバス書籍』を開発。
- 2004年3月 中央区銀座1本社ビルに支社機能を統合。
- 2004年4月 朝日カルチャーセンター東京と業務提携。
- 2005年2月 中央区銀座3に移転。
- 2006年7月 創作活動コミュニケーションサイト『クリエーターズフォーラム』を開設。
- 2006年9月 Webサイトをフルモデルチェンジ。
- 2006年10月 新宿区三栄町3に本社ビルを移転。
- 2007年4月 日本文学館通信アカデミー『速習・文学講座』を開講。
- 2013年9月 特定商取引法違反により消費者庁より3ヶ月の業務停止命令を受ける[1]。

## 2013年9月の業務停止命令の概要
消費者庁『株式会社日本文学館に対する行政処分の概要』によると、同社はリスティング広告や同社ウェブサイト、月刊誌などを通して執筆コンテストを年間30回程度開催していた。コンテストに応募した消費者に対し、さも何らかの賞を獲得したような印象を与えるなどして自費出版等の電話勧誘を行っていた。
その際、以下4点の事実を同庁は認め、電話勧誘販売に係る取引の公正及び購入者等の利益が著しく害されるおそれがあるとし、業務停止命令を行った。
- 再勧誘：（法第１７条）
  - 応募者が自費出版を断る意思を示していたにも関わらず、再三にわたり電話勧誘を継続した。
- 役務の種類に関する不実告知（法第２１条第１項第１号）
  - 添削から販売までの一連の費用が63万円するにもかかわらず、我が社で添削だけをしてあげましょう。そうすれば２１万円あればいいです。などと、添削サービスだけを受けられるかのような不実を告げ勧誘した。
- 判断に影響を及ぼすこととなる重要なものに関する不実告知（法第２１条第１項第７号）
  - 印税が入ってくるので、支払いに充てられます。、選び抜かれた作品だけがノベル倶楽部の対象作になります。と告げ、判断に影響を及ぼす重要事項について不実を告げ勧誘した。
- 適合性原則違反（法第２２条第３号、省令第２３条第３号）
  - 同社は無職で年金や生活保護に依存して生活をしているような者に対し、財産の状況に照らして不適当と認められる勧誘を行っていた。

同社は業務停止命令に対し、処分を真摯に受け止め、再発防止に取り組むことを示している。